# Superman (Max Fleischer)

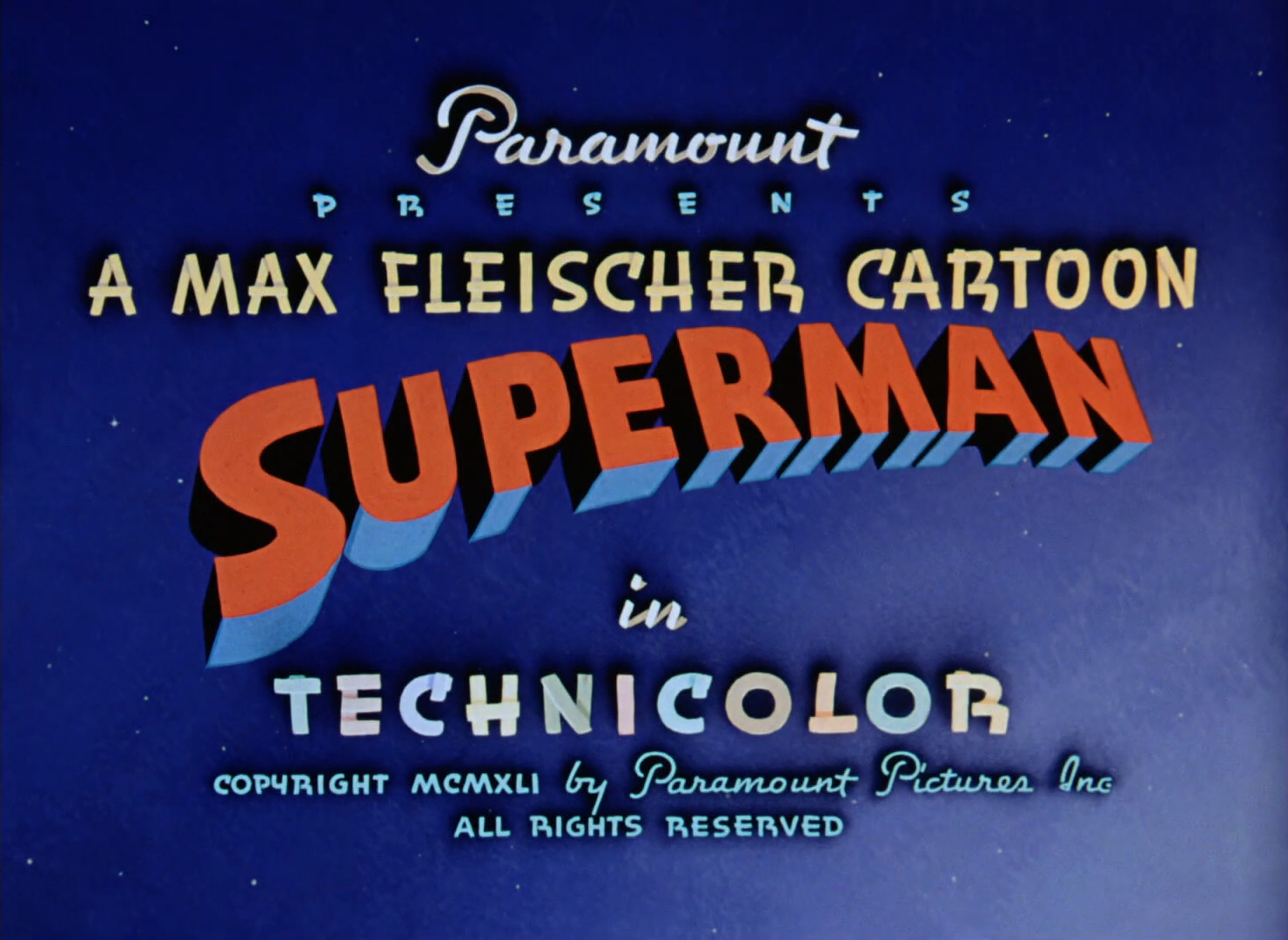
Presentación de Superman en la serie de cortometrajes.

Las Caricaturas de Superman de Max Fleischer (en inglés Fleischer Superman Cartoons) son una serie de 17 cortometrajes animados de dicho personaje en Technicolor, producidos por Paramount Pictures desde 1941 hasta 1943. Los mismos están basados en Superman, el famoso superhéroe de las tiras cómicas propiedad de DC Comics. Estas caricaturas constituyen la primera aparición animada de Superman en toda su historia.

## Historia
La serie está compuesta por 17 episodios de 10 minutos cada uno. Los primeros 9 fueron producidos por Fleischer Studios, desde 1941 hasta 1942. En mayo de ese año, Paramount Pictures compró los Estudios Fleicher y les cambió el nombre a Famous Studios, que realizaría 8 episodios más entre 1942 y 1943. Superman fue la última producción animada de Fleischer Studios, antes de que Famous Studios continuara oficialmente su producción. Solo los primeros 9 episodios fueron producidos por Fleischer, sin embargo, los 17 episodios son conocidos colectivamente como Superman de Fleischer.
Gracias a su virtuosismo técnico, la serie de Superman de Fleischer fue nominada en el renglón de mejor caricatura para los Premios Óscar de 1941, pero fue derrotada por Salvamento Gatuno de Walt Disney
Aunque todos los episodios están en el dominio público, Warner Bros. Entertainment posee hoy derechos conexos, como los derechos contractuales de comercialización. Warner es dueño de la editorial de Superman DC Comics desde 1967.

## Lista de episodios
Estudios Fleischer
- Superman (También conocida como The Mad Scientist)
- The Mechanical Monsters
- Billion Dollar Limited
- The Arctic Giant
- The Bulleteers
- The Magnetic Telescope
- Electric Earthquake
- Volcano
- Terror on the Midway

Famous Studios
- Japoteurs
- Showdown
- Eleventh Hour
- Destruction Inc.
- The Mummy Strikes
- Jungle Drums
- The Underground World
- Secret Agent